# MC2 küldetés
Az MC2 küldetés (eredeti cím: Project MC2) 2015-től 2017-ig futott amerikai vígjátéksorozat, amelyet Jordana Arkin alkotott. A főbb szerepekben Mika Abdalla, Ysa Penarejo, Victoria Vida, Genneya Walton, Antonio Marziale és Marcus Choilátható. Premierje Amerikában 2015. augusztus 7-én volt a Netflix-en, míg Magyarországon 2017. október 21-én a Disney Channelen.

## Ismertető
A film négy jó barát lányról szól, akik eszességüket kihasználva titkos küldetésekre indulnak a NOV8 nevezetű kémszervezet nevében.

## Szereplők

### Főszereplők
| Szereplő          | Színész                                            | Évad     | Magyar hang         |
| ----------------- | -------------------------------------------------- | -------- | ------------------- |
| McKeyla McAlister | Mika Abdalla                                       | 1–6      | Czető Zsanett       |
| Camryn Coyle      | Ysa Penarejo                                       | 1–6      | Laudon Andrea       |
| Adrienne Attoms   | Victoria Vida                                      | 1–6      | Pekár Adrienn       |
| Bryden Bandweth   | Genneya Walton                                     | 1–6      | Lamboni Anna        |
| Quial             | Danica McKellar                                    | 1–2, 4-6 | Kiss Virág Magdolna |
| Xander herceg     | Antonio Marziale                                   | 1, 4     | Moser Károly        |
| Charles Coyle     | Marcus Choi (1. évad) Ash Lee (5. évad)            | 1, 5     | Galbenisz Tomasz    |
| Disszidens        | Bernardo De Paula                                  | 1        | Posta Victor        |
| Jilian            | Madeline Whitby                                    | 1        | Mezei Kitty         |
| George            | Troy Fromin                                        | 1        | Kapácsy Miklós      |
| Francois          | Oliver Vaquer                                      | 1        | Péter Richárd       |
| Devon D'Marco     | Alyssa Lynch (2-4. évad) Maddie Phillips (5. évad) | 2–5      |                     |
| Ember Evergreen   | Belle Shouse                                       | 2–6      |                     |

### Mellékszereplők
| Szereplő                   | Színész             | Évad   | Magyar hang   |
| -------------------------- | ------------------- | ------ | ------------- |
| A.D.I.S.N.                 | Melissa Mabie       | 1–6    | Roatis Andrea |
| Henry                      | Jonathon Buckley    | 1      | Juhász Zoltán |
| Kyle                       | Maxwell Haynes      | 2–6    |               |
| Carson Lazarus             | Johanna Newmarch    | 2–3    |               |
| Justin                     | Ty Wood             | 2–3    |               |
| Assistant Principal Wilson | Kurt Evans          | 2      |               |
| Retro                      | Adrian Petriw       | 2      |               |
| Maddy McAlister            | Sarah Desjardins    | 3–4, 6 |               |
| A sólyom                   | Vanessa Parise      | 3      |               |
| Simon Temple               | Adam Beauchesne     | 3      |               |
| Zach                       | Houston Stevenson   | 5–6    |               |
| Tessa                      | Emily Delahunty     | 5      |               |
| Jenny Wallis               | Jody Thompson       | 5      |               |
| Dr. A. Crawford            | Catherine Haggquist | 5      |               |
| Kato professzor            | Richard Ian Cox     | 5      |               |
| Max McAlister              | Jay Hindle          | 6      |               |
| Bobby Stone                | Chris Rosamond      | 6      |               |
| Charlotte Adele            | Loretta Walsh       | 6      |               |

## Évados áttekintés
| Évad | Évad | Epizódok | Epizódok | Eredeti sugárzás     | Eredeti sugárzás     | Magyar sugárzás   | Magyar sugárzás   |
| Évad | Évad | Epizódok | Epizódok | Évadpremier          | Évadfinálé           | Évadpremier       | Évadfinálé        |
| ---- | ---- | -------- | -------- | -------------------- | -------------------- | ----------------- | ----------------- |
|      | 1    | 3        | 3        | 2015. augusztus 7.   | 2015. augusztus 7.   | 2017. október 21. | 2017. október 21. |
|      | 2    | 6        | 6        | 2016. augusztus 12.  | 2016. augusztus 12.  | TBA               | TBA               |
|      | 3    | 6        | 6        | 2016. október 14.    | 2016. október 14.    | TBA               | TBA               |
|      | 4    | 1        | 1        | 2017. február 14.    | 2017. február 14.    | TBA               | TBA               |
|      | 5    | 5        | 5        | 2017. szeptember 15. | 2017. szeptember 15. | TBA               | TBA               |
|      | 6    | 5        | 5        | 2017. november 7.    | 2017. november 7.    | TBA               | TBA               |

### 1. évad
| #  | #  | Eredeti cím           | Magyar cím | Rendezte        | Írta          | Eredeti premier    | Magyar premier    |
| -- | -- | --------------------- | ---------- | --------------- | ------------- | ------------------ | ----------------- |
| 1. | 1. | The New Girl          |            | Michael Younesi | Jordana Arkin | 2015. augusztus 7. | 2017. október 21. |
| 2. | 2. | Secret Agenting       |            | Michael Younesi | Jordana Arkin | 2015. augusztus 7. | 2017. október 21. |
| 3. | 3. | Smart Is the New Cool |            | Michael Younesi | Jordana Arkin | 2015. augusztus 7. | 2017. október 21. |

### 2. évad
| #  | #  | Eredeti cím              | Magyar cím | Rendezte        | Írta                               | Eredeti premier     | Magyar premier |
| -- | -- | ------------------------ | ---------- | --------------- | ---------------------------------- | ------------------- | -------------- |
| 4. | 1. | Back to Basics           |            | Michael Younesi | Mitchel Katlin & Nat Bernstein     | 2016. augusztus 12. |                |
| 5. | 2. | No Laughing Matter       |            | Michael Younesi | Paul Ciancarelli & David DiPietro  | 2016. augusztus 12. |                |
| 6. | 3. | Trashed                  |            | Vanessa Parise  | Jessica Kaminsky                   | 2016. augusztus 12. |                |
| 7. | 4. | Dam Fine Mess            |            | Vanessa Parise  | Elizabeth Hackett & Hilary Galanoy | 2016. augusztus 12. |                |
| 8. | 5. | Bye Bye Birdie           |            | Michael Younesi | Annie Burgstede & Kate Duffy       | 2016. augusztus 12. |                |
| 9. | 6. | Mission Totally Possible |            | Michael Younesi | Kathy Fischer                      | 2016. augusztus 12. |                |

### 3. évad
| #   | #  | Eredeti cím              | Magyar cím | Rendezte        | Írta                               | Eredeti premier   | Magyar premier |
| --- | -- | ------------------------ | ---------- | --------------- | ---------------------------------- | ----------------- | -------------- |
| 10. | 1. | Finding Maddy            |            | Michael Robison | Nat Bernstein & Mitchel Katlin     | 2016. október 14. |                |
| 11. | 2. | Gummying Up the Works    |            | Michael Robison | Paul Ciancarelli & David DiPietro  | 2016. október 14. |                |
| 12. | 3. | Crate Expectations       |            | Ken Friss       | Jessica Kaminsky                   | 2016. október 14. |                |
| 13. | 4. | One Track Mind           |            | Ken Friss       | Elizabeth Hackett & Hilary Galanoy | 2016. október 14. |                |
| 14. | 5. | Simon Sayz               |            | Jon Rosenbaum   | Elaine Aronson                     | 2016. október 14. |                |
| 15. | 6. | Ear Today. Gone Tomorrow |            | Jon Rosenbaum   | Kathy Fischer                      | 2016. október 14. |                |

### 4. évad
| #   | #  | Eredeti cím  | Magyar cím | Rendezte  | Írta                               | Eredeti premier   | Magyar premier |
| --- | -- | ------------ | ---------- | --------- | ---------------------------------- | ----------------- | -------------- |
| 16. | 1. | A Royal Pain |            | Ken Friss | Elizabeth Hackett & Hilary Galanoy | 2017. február 14. |                |

### 5. évad
| #   | #  | Eredeti cím                                    | Magyar cím | Rendezte        | Írta                               | Eredeti premier      | Magyar premier |
| --- | -- | ---------------------------------------------- | ---------- | --------------- | ---------------------------------- | -------------------- | -------------- |
| 17. | 1. | If You Fail on Mars Can Anyone Hear You Scream |            | Ken Friss       | Mitchel Katlin                     | 2017. szeptember 15. |                |
| 18. | 2. | Nanobots, Souffles and Gray Goo, Oh My         |            | Ken Friss       | Nat Bernstein                      | 2017. szeptember 15. |                |
| 19. | 3. | Bad Air Day                                    |            | Michael Younesi | Elizabeth Hackett & Hilary Galanoy | 2017. szeptember 15. |                |
| 20. | 4. | Totally Marble Nailed It                       |            | Michael Younesi | Kathleen Fischer                   | 2017. szeptember 15. |                |
| 21. | 5. | Gray Goo on the Loose                          |            | Ken Friss       | Nat Bernstein & Mitchel Katlin     | 2017. szeptember 15. |                |

### 6. évad
| #   | #  | Eredeti cím                    | Magyar cím | Rendezte     | Írta                               | Eredeti premier   | Magyar premier |
| --- | -- | ------------------------------ | ---------- | ------------ | ---------------------------------- | ----------------- | -------------- |
| 22. | 1. | Stone Acres Is the Place to Be |            | Ken Friss    | Mitchel Katlin                     | 2017. november 7. |                |
| 23. | 2. | Smoke Gets in Your Eyes        |            | Allan Harmon | Elaine Aronson                     | 2017. november 7. |                |
| 24. | 3. | Zorro Dark Thirty              |            | Allan Harmon | Elizabeth Hackett & Hilary Galanoy | 2017. november 7. |                |
| 25. | 4. | Water from a Bobby Store       |            | Ken Friss    | Kathleen Fischer                   | 2017. november 7. |                |
| 26. | 5. | Family Affair                  |            | Ken Friss    | Elaine Aronson                     | 2017. november 7. |                |

## Gyártás
A három epizódból álló első évad 2015. augusztus 7-én mutatták be. 2016. április 6-án a Netflix bejelentette, hogy a sorozatot megújították egy második és egy harmadik évadra. A második évadot 2016. augusztus 12-én mutatták be. A harmadik évadot pedig 2016. október 14-én. 2017. szeptember 15-én megjelent az ötödik évad, amely öt epizódból áll. A hatodik évad 2017. november 7-én mutatták be.